# Aderus brouni
Aderus brouni é uma espécie de inseto besouro da família Aderidae. Foi descrita cientificamente por Maurice Pic em 1901.